# 中级会计职称
中级会计职称是中华人民共和国的一种会计专业技术资格，取得中级会计职称，可被聘任为中级会计师，会计专业技术资格考试由全国统一组织，一年一次，参加考试人员必须在连续两个年度内通过所有科目。截至2015年底，累计有160.7万人取得中级会计资格。

## 考试科目
1. 中级会计实务，考试时长为165分钟
2. 经济法，考试时长为120分钟
3. 财务管理，考试时长为135分钟